# Beta-2-Sympathomimetika
β2-Sympathomimetika,  auch β2-Adrenozeptor-Agonisten genannt, sind Arzneistoffe, welche die Wirkung der Katecholamine Adrenalin und Noradrenalin im Sympathikus über eine Aktivierung von β2-Adrenozeptoren imitieren.

## Anwendung
β2-Sympathomimetika finden ihren Einsatz vor allem in der Therapie des Asthma bronchiale und der COPD, da sie erweiternd auf das Bronchialsystem wirken. Es wird zwischen schnell- (rapid acting beta agonists, RABA) bzw. kurzwirksamen (short acting beta agonists, SABA) und langwirksamen (long acting beta agonists, LABA) β2-Sympathomimetika unterschieden. Die schnell wirksamen Substanzen (wie Salbutamol, Fenoterol und Reproterol) werden vorwiegend als sogenannte „reliever“ in der Akuttherapie von obstruktiven Atemwegserkrankungen eingesetzt, die langwirksamen Substanzen (Salmeterol und Formoterol) hingegen als „controller“ in der Dauertherapie und dienen damit zur Prophylaxe von Asthmaanfällen.
Die Verabreichung erfolgt in der Regel über ein Inhalator-System direkt in die Lunge, es kann bei einigen Substanzen jedoch auch eine Applikation in Muskeln, Blutgefäße oder unter die Haut erfolgen. Alternativ kann der Wirkstoff über Kapseln eingenommen werden.
Als uLABA (ultra Long Acting Beta 2 Agonists) bezeichnete Wirkstoffe dieses Typs mit weiter verlängerter Wirkdauer und nur noch der Notwendigkeit täglicher Einmalgabe sind verfügbar (z. B. Indacaterol).
Weiterhin findet vor allem Fenoterol Anwendung als Tokolytikum, also als wehenhemmender Arzneistoff. Dies beruht auf der Tatsache, dass eine Aktivierung von β2-Adrenozeptoren zur Erschlaffung der Muskulatur im Uterus führt. So kann ein vorzeitiges Austreiben des Kindes verhindert werden. In diesem Fall wird der Arzneistoff intravenös oder peroral appliziert.

## Nebenwirkungen
Unerwünschte Nebenwirkungen sind beispielsweise Schwitzen, Unruhe, Tremor und Tachykardie, welche durch die Aktivierung von β1-Rezeptoren auch außerhalb der Lunge entstehen. Durch eine Steigerung des Sauerstoffverbrauchs bei beschleunigtem Herzschlag kann es zu einer Unterversorgung der Herzmuskelzellen kommen, was sich unter Umständen in einer Angina Pectoris äußert. Eine weitere unerwünschte Wirkung kann eine Absenkung der Kaliumkonzentration im Serum sein, die in ungünstigen Fällen zu Arrhythmien führt. Je höher die verwendete Dosis ist, desto stärker fallen die Nebenwirkungen aus. Die inhalative Anwendung verursacht geringere Nebenwirkungen als in Tablettenform.
In der Schwangerschaft sollten die Wirkstoffe nur bedingt und nach ärztlichem Rat angewendet werden, da sie zum einen teilweise Wehen hemmende Funktionen haben (Fenoterol), das ungeborene Kind Entwicklungsschäden erleiden kann, und zum anderen die Bronchodilatatoren über die Muttermilch in den kindlichen Organismus gelangen.

## Doping
β2-Sympathomimetika werden aufgrund ihrer bronchienerweiternden und zum Teil anabolen Wirkung, wie das Kälbermastmittel Clenbuterol, welches in der EU zu diesem Zwecke eigentlich verboten ist, als Dopingmittel eingesetzt. Besonders bei Ausdauersportarten ist es ein leistungsförderndes Medikament. In der Vergangenheit war jede Verwendung von Betamimetika verboten. Ausnahmen bestehen jedoch mittlerweile z. B. für: Inhaliertes Salbutamol: Maximal 1600 Mikrogramm über 24 Stunden in geteilten Dosen, wobei 800 Mikrogramm über 12 Stunden ab einer beliebigen Dosis nicht überschritten werden dürfen. Inhaliertes Formoterol: Maximale abgegebene Dosis von 54 Mikrogramm über 24 Stunden, Inhaliertes Salmeterol: maximal 200 Mikrogramm über 24 Stunden.